# ザ・コントラクター
『ザ・コントラクター』（原題：The Contractor）は、2022年のアメリカ合衆国のアクション映画。
監督は本作が英語映画デビューとなるタリク・サレー、出演はクリス・パイン、ベン・フォスター、キーファー・サザーランドなど。以前のタイトルは『バイオレンス・オブ・アクション』（Violence of Action）。
米国では2022年4月1日にパラマウント・ピクチャーズより公開。

## ストーリー
アメリカ陸軍特殊部隊から不本意ながらも強制的に除隊させられたジェームス・ハーパーは、彼が知っている唯一の方法で最愛の家族を支えるために準軍事組織に参加した。細菌兵器のデータ強奪の司令を受けてドイツの研究施設に侵入し、指示通りに科学者を殺害するハーパー。科学者は死の直前に、データのバックアップがあるとハーパーに言い残した。
警官隊と撃ち合いになり、仲間のマイクと二人で逃げ切るハーパー。足を負傷したハーパーは、データをボスのラスティに届ける役目をマイクに託して別れた。だが、落ち合う約束のホテルに現れないマイク。ラスティに連絡を取り居場所を告げたハーパーは、いきなり人混みで銃撃された。最後まで追って来た男を倒し、生き残るハーパー。追手はハーパーと同じ元兵士で、恨みもないハーパーがラスティから逃れられるよう、隠れ家を教えて息絶えた。
殺した科学者の家へ向かい、妻に銃を向けてバックアップ・データの在り処へ案内させるハーパー。教えられた隠れ家でデータを開くと、それは難病のワクチンの情報で、開発した科学者が悪用を企む組織から命を狙われていることが記録されていた。自分が「悪の組織の殺し屋」だったと知り、涙するハーパー。
密かにアメリカに戻り、マイクが生きていることを知るハーパー。マイクはハーパーと違い、作戦の概要を知っていたから命を狙われず、家族の元に帰れたのだ。ハーパーが家に戻れば家族の命も危ない。マイクと対峙して怒りをぶつけるハーパー。マイクはハーパーを家に帰すために、共にボスのラスティを殺すことを決意した。
ラスティの屋敷に乗り込み、部下たちと銃撃戦を繰り広げるハーパーとマイク。ラスティを殺すことには成功したが、マイクは命を落とした。死に際のマイクと、家族に彼の死を告げることを約束して、ハーパーは愛する妻子の元へ向かった。

## キャスト
※括弧内は日本語吹替。
- ジェームス・ハーパー - クリス・パイン（阪口周平）
- マイク・ホーキンス - ベン・フォスター（加瀬康之）
- ブリアン・ハーパー - ギリアン・ジェイコブス（新崎結梨）
- ヴァージル - エディ・マーサン（山本満太）
- エリック - J・D・パルド（英語版）（岡本幸輔）
- カウフマン - フロリアン・ムンテアヌ（伊藤有希）
- ラスティ・ヘインズ - キーファー・サザーランド（藤井隼）
- カティア - ニーナ・ホス（杏寺円花）
- シルヴィー - アミラ・カサール（木村香央里）
- サリム - ファレス・ファレス
- ジャック - サンダー・トーマス（馬場菜緒）

## 製作
2019年5月、このプロジェクトの発表と共に、クリス・パインが主演することが明かされた  。
10月には、ベン・フォスターとギリアン・ジェイコブスもキャスティングされた。撮影は2019年10月に米国で開始され、年明けにはヨーロッパでも撮影される予定となっている。本作は、Thunder Road FilmsのBasil IwanykとErica Leeが、プロデュースし、Esther Hornsteinが共同プロデューサーを務める。製作総指揮には、30WESTのダン・フリードキン、ミカ・グリーン、ダン・スタインマン、パイン、ジョナサン・ファーマン、トム・ラサリー、ジョシュ・ブラットマンが名を連ねている 。2019年11月、ルーマニアでの撮影が約8週間行われた。2019年12月、エディ・マーサン、ニーナ・ホス、アミラ・カサール、ファレス・ファレス、J・D・パルドが映画に参加した。 撮影は2019年末までに終了した。
11月10日、映画のタイトルが「Violence of Action」から「The Contractor」に変更されたことが報じられた。

## 公開
2021年2月、 STXエンターテインメントが本作の配給権を獲得した。2021年12月10日に公開される予定となっている。

## 評価
Rotten Tomatoesによれば、88件の評論のうち高評価は44%にあたる39件で、平均点は10点満点中5.5点、批評家の一致した見解は「『ザ・コントラクター』はメッセージ映画とありきたりのアクションスリラーの中間に位置し、才能あるキャストによる力作であるにもかかわらず、どちらの目的も満たしていない。」となっている。
Metacriticによれば、19件の評論のうち、高評価は6件、賛否混在は11件、低評価は2件で、平均点は100点満点中52点となっている。